# Патоки (Ласький повіт)
Пато́ки (пол. Patoki) — село в Польщі, у гміні Відава Ласького повіту Лодзинського воєводства.
Населення — 414 осіб (2011).
У 1975—1998 роках село належало до Серадзького воєводства.

## Демографія
Демографічна структура станом на 31 березня 2011 року:
|          | Загалом | Допрацездатний вік | Працездатний вік | Постпрацездатний вік |
| -------- | ------- | ------------------ | ---------------- | -------------------- |
| Чоловіки | 198     | 37                 | 135              | 26                   |
| Жінки    | 216     | 49                 | 108              | 59                   |
| Разом    | 414     | 86                 | 243              | 85                   |